# シャルル・ド・トゥルヌミーヌ
シャルル・ド・トゥルヌミーヌ（Charles de Tournemine、1812年10月25日 - 1872年12月22日）はフランスの画家である。オリエンタリズムの画家の一人である。

## 略歴
トゥーロンでフランス陸軍将校の婚外子として生まれた。父方の祖父は考古学者のJean-Charles Vacher de Tournemine(1755-1840)である。母親にトゥーロンで育てられ、子供のころから絵の才能を示した。海軍水兵学校(École des mousses)に入学し、海軍に入り、スクーナー船、L'Amarantheに乗り組み、地中海を航海したが、ギリシャ独立戦争で、1827年10月にオスマン帝国艦隊とイギリス・フランス・ロシア連合艦隊が戦ったナヴァリノの海戦で左目を負傷したため、海軍を、退役した。1831年に父親が将校を務める陸軍部隊に入隊した。1840年にパリに移り、戦争大臣の事務所で働くようになり、パリの有名な画家、ウジェーヌ・イザベイのもとで絵を学んだ。
1846年からサロン・ド・パリに風景画を出展した。1852年に、リュクサンブール美術館の学芸員になった。同じ年に母親が亡くなり、旅をする生活を始め、イタリアを旅し、1853年に北アフリカのアルジェからチュニスを旅し、北アフリカの風景に魅せられた。
1855年のパリ万国博覧会の展覧会にオリエンタリズムの作品を出展し、1857年以降は、オリエンタリズムの画家として活動した。1860年にドナウ川に沿って黒海への旅を行った。1869年に、ウジェーヌ・フロマンタン、ジャン＝レオン・ジェローム、シャルル＝テオドール・フレールといった、オリエンタリズムの画家たちとのスエズ運河の開通式典に参列するフランス皇后に随行してエジプトを訪れた。
1870年の普仏戦争によるパリの包囲戦と、パリ・コンミューンの成立によって、リュクサンブール美術館の学芸員の仕事を失い、トゥーロンに戻り、1872年に亡くなった。

## 作品

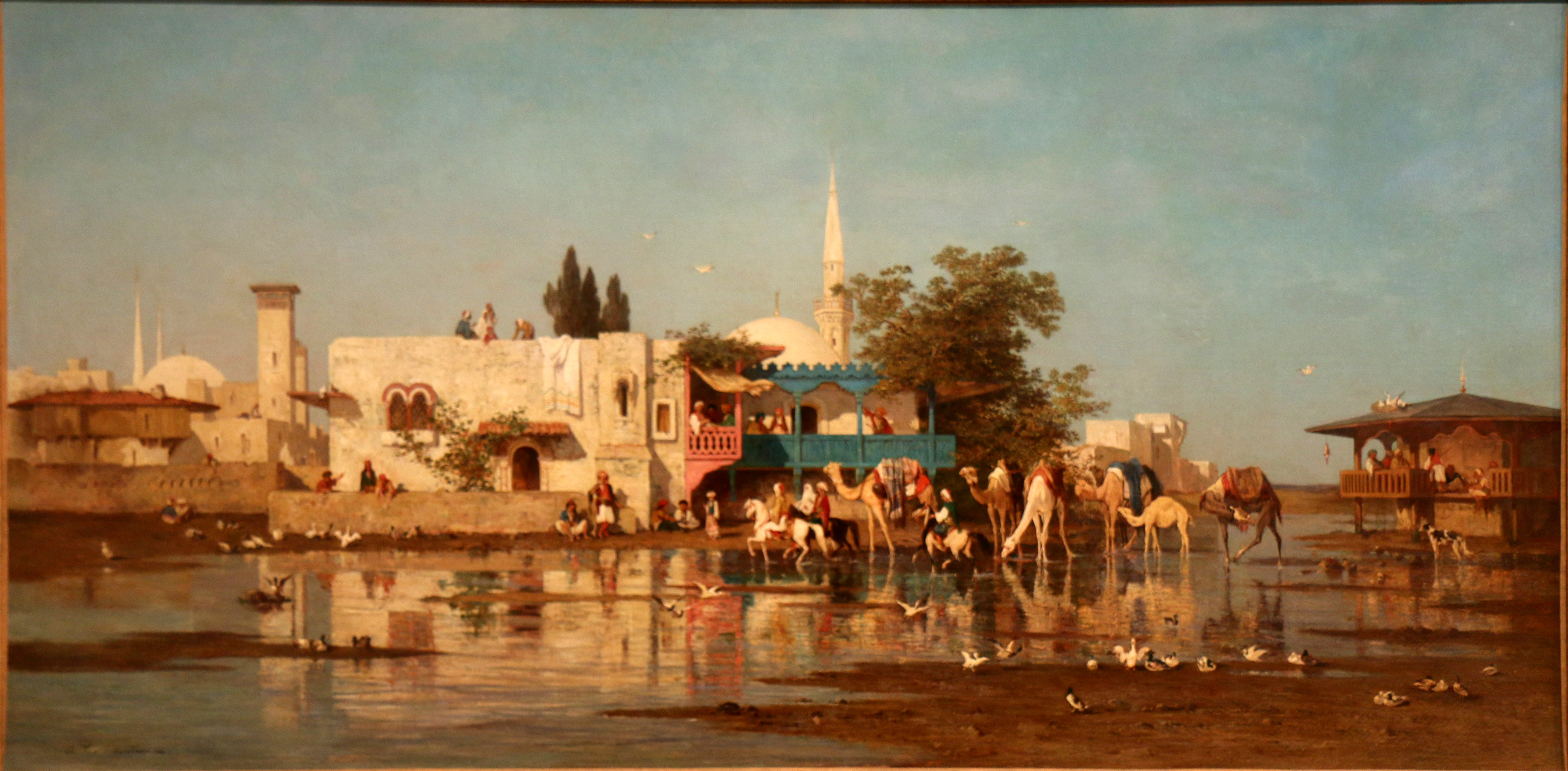
アルジェリアの市場への通り
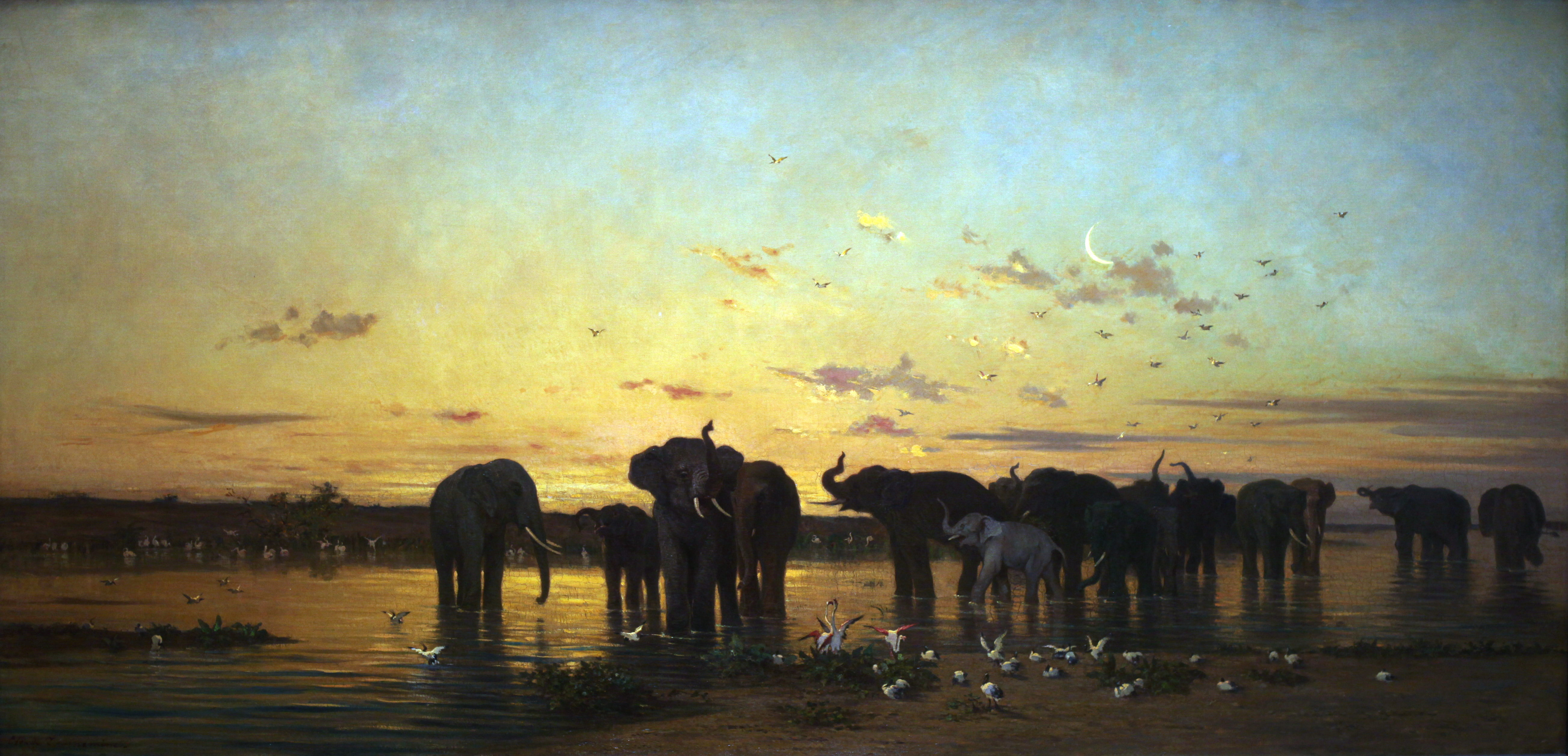
アフリカの象
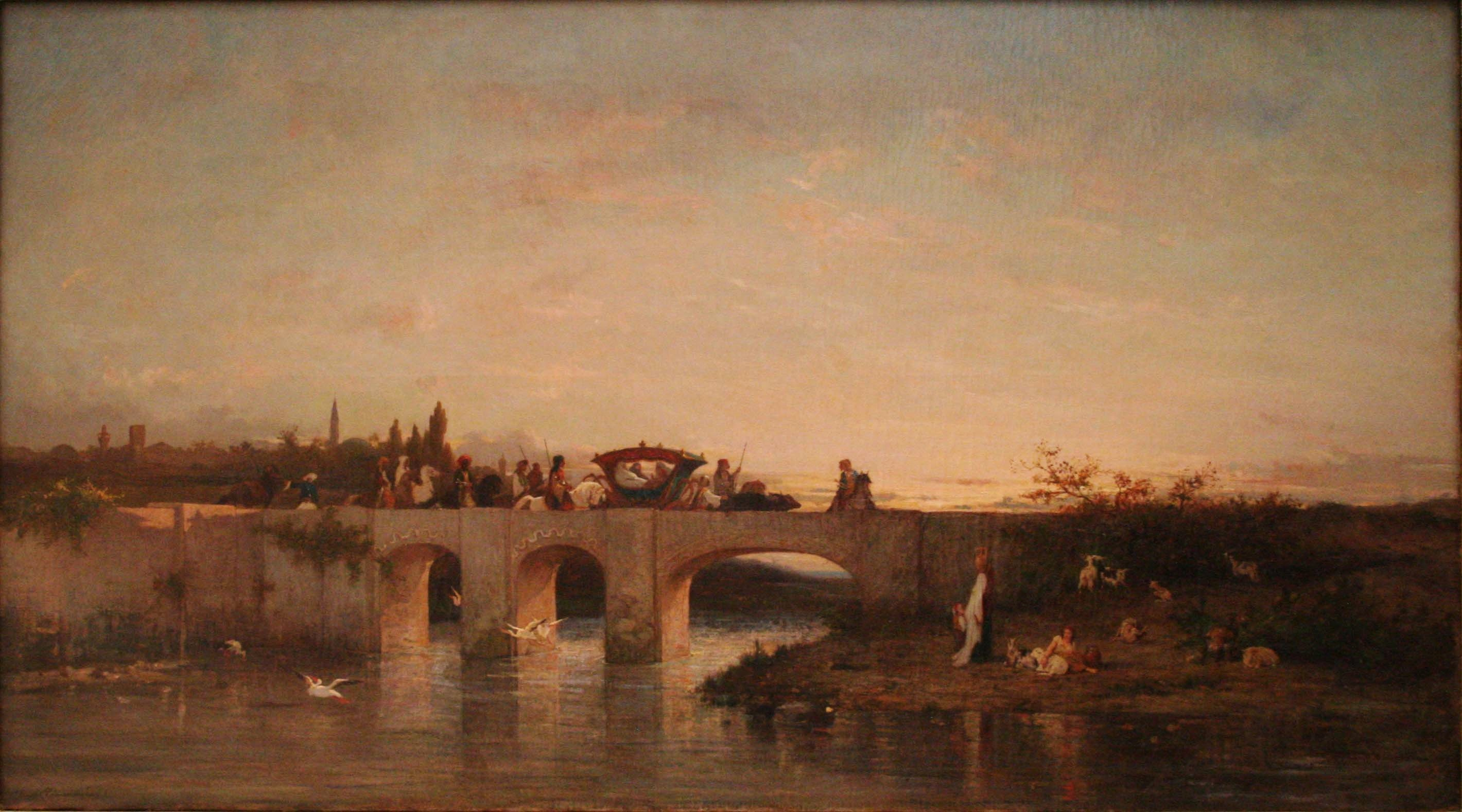
トルコ人女性の夕暮れの散歩